# Månehav
Et månehav (latin: mare hav, flertal maria) er en stor, mørk, slette af plateaubasalt på Jordens Måne, dannet af milliarder år gamle vulkanudbrud. Månehavene fik denne betegnelse af tidligere astronomer, som fejlagtigt antog dem for at være have af vand. Som følge af en meget jernholdig sammensætning er de mindre reflekterende end "højlandet", hvilket får dem til at se mørke ud. Månehavenes placering på Månens forside kan omkring fuldmåne give indtryk af, at den er et ansigt på himmelen, hvoraf udtrykket manden i Månen er opstået.
Månehavene dækker omkring 16 procent af Månens overflade og befinder sig overvejende på Månens forside. De få mareområder på Månens bagside er meget mindre og ligger for det meste i meget store kratere, hvoraf kun et mindre område er "oversvømmet" af lava.
Skønt basalten de fleste steder ligger inde i – eller er flydt ind i – lavtliggende nedslagsbassiner, findes langt det største område med plateaubasalter i Oceanus Procellarum, som ikke svarer til noget kendt nedslagsbassin.
Foruden mare omfatter den traditionelle nomenklatur for Månen også et oceanus (verdenshav), foruden landskabstræk med navne som lacus (sø), palus (sump) og sinus (bugt). De tre sidstnævnte er mindre end mareområderne, men er af samme type og har samme karakteristika.

## Månehavenes aldre
Aldrene på månehavenes basalter er blevet bestemt både ved absolut datering vha. radiometri og relativt vha. kratertælling. De radiometriske målinger giver en alder i intervallet 3,16 til 4,2 milliarder år, mens den laveste alder, som er bestemt ved kratertælling, er omkring 1,2 milliarder år. Ikke desto mindre synes aldrene af de fleste basalter at være mellem ca. 3 og 3,5 milliarder år. De få udstrømninger af basalt, som har fundet sted på Månens bagside er gamle, mens de yngste findes i Oceanus Procellarum på Månens forside.

De radiometriske dateringer er baseret på hjemtagne prøver fra få månelandinger og in situ-målinger foretaget af ubemandede landere mens kratertællinger er foretaget for hele Månen.

## Fordelingen af plateaubasalter
Årsagen til, at plateaubasalterne overvejende findes på Månens forside, debatteres stadigt af videnskaben. På grundlag af data, som er opnået fra Lunar Prospector-missionen, lader det til, at en stor del af Månens indhold af radioaktive, varmeproducerende grundstoffer (i form af KREEP) findes i områderne Oceanus Procellarum og Imbriumbassinet, et enestående geokemisk område, som under et kaldes for Procellarum KREEP-terrænet. Skønt det står klart, at KREEP har stor betydning for forøgelsen af varmeproduktionen og dermed længden og intensiteten af den vulkanske aktivitet i området, er der ikke enighed om hvilken mekanisme, som har medført en særlig høj koncentration af KREEP disse steder.
Der har i tidens løb været en del udbredte misforståelser omkring årsagerne til den konstaterede meget ulige fordeling af plateaubasalt på Månens overflade.
1. Eftersom meget af plateaubasalten udfylder lavtliggende nedslagsbassiner, mentes det tidligere, at nedslaget i sig selv på en eller anden måde medførte et vulkansk udbrud. Men eftersom den vulkanske aktivitet i mareområderne typisk skete omkring 500 millioner år efter nedslaget, er en årsagssammenhæng usandsynlig.
2. Det fremføres af og til, at Jordens tyngdefelt skulle være årsag til, at udbrud af basalt primært sker på Månens forside og ikke på dens bagside, som altid vender væk fra Jorden. I en referenceramme, som roterer med Månen, er centrifugalaccelerationen imidlertid nøjagtigt lig den tyngdeaccelleration, som Jorden bevirker, så der er ingen nettokraft i Jordens retning. Jorden skaber en tidevandsvirkning, som deformerer Månen, men det giver den en ellipsoid form, hvis højdepunkter ligger både nærmest og fjernest Jorden. Dette er analogt med, at der også er højvande i Jordens tidevand to gange hver dag og ikke kun en gang.
3. Eftersom den basaltiske magma i månehavene har større massefylde end anorthosit-materialet i Månens skorpe, kunne det tænkes, at basaltiske udbrud lettest skete, hvor skorpen er tyndest. Imidlertid er Sydpol-Aitken bassinet på Månens bagside det laveste sted på Månen og er kun i meget begrænset omfang opfyldt af basaltisk lava. Yderligere er tykkelsen af Månens skorpe under dette bassin anslået at være meget mindre end under Oceanus Procellarum, så selv om skorpetykkelsen kan have indvirkning på mængden af lava, som når overfladen, kan den ikke i sig selv være den eneste faktor, som bestemmer basaltens fordeling.[8]
4. Det foreslås ofte, at der kunne være en eller anden forbindelse mellem opbremsningen af Månens rotation, som endte med dens overgang til bunden rotation i forhold til Jorden, og fordelingen af dens mareområder. Imidlertid stammer det gravitationelle drejningsmoment, som førte til tidevandsafhængig opbremsning af Månens rotation, kun fra dens inertimoment (som er direkte relateret til tyngdefeltets sfæriske harmoni af anden grad, hvilket mareområderne næsten ikke bidrager til, jf. tidevandslåsning. Halvkugle-legemer svarer til sfærisk harmoni af første grad og bidrager ikke til inertimomenter.) Yderligere er det almindeligt anerkendt, at Månens overgang til bunden rotation skete meget hurtigt (i løbet af en størrelsesorden på få gange ti millioner år), hvorimod hovedparten af plateaubasalten strømmede ud omkring 1 milliard år senere.

## Sammensætning
Basalten grupperes traditionelt i tre serier baseret på deres kemiske indhold af grundstoffer, specielt titanium (Ti), nemlig basalt med højt, lavt og meget lavt Ti-indhold. På grundlag af måneprøver hentet i Apollo-programmet mentes serierne tidligere at være adskilte, men nyere data fra fjernmålinger foretaget af Clementinesonden viser nu, at der er en kontinuert fordeling af titaniumkoncentrationen mellem disse tre grupper, og at mængden af basalt med højt Ti-indhold er den mindste. Indholdet af titaniumoxyd (TiO2) i månebasalter kan udgøre helt op til 15 vægtprocent, mens det i basalter fra Jorden for det meste udgør mindre end 4 vægtprocent.
Andre geokemiske underinddelinger er baseret på mængden af aluminium eller kalium.

## Navngivning
Mange af de latinske navne på Månens have skyldes den italienske astronom og geograf Giambattista Riccioli, der i 1651 udgav værket ”Almagestum novum astronomiam veterem novamque complectens” sammen med Francesco Maria Grimaldi. Mere end 200 navne på landskabstræk på Månen stammer fra ham og det nævnte værk.